# 핀란드 방위군
방위군(핀란드어: puolustusvoimat 푸올루스투스보이마트[*], 스웨덴어: försvarsmakten)은 핀란드의 방위를 책임지는 군대다.
현재 육군 약 3만명, 해군 약 1만 1천명, 공군 약 9천명 등이 있고 상비군 3만명, 비상시 병력은 약 10만 명이다. 국경수비대 5천명이 있다. 직업 군인 약 2만여명으로, 현역 10만명, 예비역 약 15만명, 보충대기역 5만명이 있다.

## 같이 보기
- 핀란드 방위군 계급 및 표장
- 하이브리드 전쟁